# Новодніпровка (Василівський район)
Новодніпро́вка — село в Україні, у Благовіщенській сільській громаді Василівського районі Запорізької області. Населення становить 1644 осіб.

## Географія
Село Новодніпровка розташоване за 1 км від села Подове та за 7 км від села Благовіщенка. Навколо села багато іригаційних каналів. Поруч проходять автомобільна дорога Р37 та залізниця, залізничний роз'їзд 20 км (за 7 км).

## Історія
Село засноване 1920 року.
12 червня 2020 року Новодніпровська сільська рада, в ході децентралізації, об'єднана з Благовіщенською сільською громадою.
17 липня 2020 року, в результаті адміністративно-територіальної реформи та ліквідації Кам'янстко-Дніпровського району, село увійшло до складу Василівського району.

## Населення

### Мова
Розподіл населення за рідною мовою за даними :
| Мова            | Кількість | Відсоток |
| --------------- | --------- | -------- |
| російська       | 1238      | 75.30%   |
| українська      | 399       | 24.27%   |
| білоруська      | 1         | 0.06%    |
| вірменська      | 1         | 0.06%    |
| румунська       | 1         | 0.06%    |
| гагаузька       | 1         | 0.06%    |
| інші/не вказали | 3         | 0.19%    |
| Усього          | 1644      | 100%     |

## Економіка
- «Новодніпровське», ВАТ.

## Об'єкти соціальної сфери
- Школа
- Дитячий дошкільний навчальний заклад.
- Клуб.
- Амбулаторія.
- Стадіон.